# Lao Genevra Simons
Pour les articles homonymes, voir Simons.
Lao Genevra Simons (née le 29 mars 1870 à San Jose, Californie et morte le 25 novembre 1949 à Greenwich, Connecticut) est une mathématicienne et historienne des mathématiques américaine.

## Biographie
La famille de Simons est retournée dans le New Jersey lorsqu'elle était bébé. Elle a fréquenté le Teachers College de l'université Columbia. Mécontente de sa profession d'enseignante, elle a étudié les mathématiques et l'astronomie au Vassar College. Elle a ensuite enseigné au Hunter College de 1895 jusqu'à sa retraite en 1940, où elle a dirigé la Faculté de mathématiques à partir de 1927. Elle a également obtenu un bachelor en 1908, une maîtrise de l'université Columbia en 1912 et y a obtenu son doctorat en 1924 avec une thèse sur l'enseignement des mathématiques qui a également été publiée (Introduction of Algebra into American Schools in the Eighteen Century). 
De 1932 à 1949, elle a dirigé les recensions de livres au sein de la revue Scripta Mathematica. 
Elle a beaucoup voyagé, par exemple au Congrès international des mathématiciens à Zurich (1932) et à Oslo (1936). 
Simons a beaucoup publié sur l'histoire des mathématiques dans The Mathematics Teacher, dans American Mathematical Monthly et dans Scripta Mathematica. En 1936, elle a publié une bibliographie des écoles américaines et des manuels sur l'algèbre à 1850.  
Simons était membre de l'Association américaine pour l'avancement des sciences.

## Publications
- « Fabre and Mathematics and Other Essay », publié par Scripta Mathematica, New York 1939 (en ligne).
- (en) Lao Genevra Simons, « Algebra at Harvard College in 1730 », American Mathematical Monthly, vol. 32, no 2,‎ février 1925, p. 63-70 (DOI 10.1080/00029890.1925.11986414)